# Nati nel 1940/Agosto
| Questa pagina contiene informazioni ricavate automaticamente dalle voci biografiche con l'ausilio del template Bio e di un bot. L'aggiornamento è periodico e automatico e ricostruisce completamente la pagina. Se manca una persona in questa lista, sei pregato di non aggiungerla, ma accertati piuttosto che la sua voce biografica contenga il template Bio e che i dati anagrafici siano correttamente compilati. Se il template Bio manca, inseriscilo tu stesso o, in alternativa, metti l'avviso {{tmp\|Bio}} che ne segnala la mancanza. Se i dati riportati sono sbagliati, correggi direttamente la voce biografica; le modifiche saranno visibili in questa lista entro pochi giorni. Per chiarimenti vedi il progetto biografie. La lista contiene solo le 204 persone che sono citate nell'enciclopedia e per le quali è stato implementato correttamente il template Bio. Pagina aggiornata al 18 ago 2025. |

- 1º agosto - Umberto Cecchi, giornalista e scrittore italiano
- 1º agosto - Paolo Guzzanti, giornalista, politico e saggista italiano
- 1º agosto - Danielle Mazzonis, politica italiana
- 1º agosto - Andrea Mingardi, cantautore e scrittore italiano
- 1º agosto - June Palmer, modella e attrice britannica († 2004)
- 1º agosto - Giampiero Vitali, calciatore, allenatore di calcio e dirigente sportivo italiano († 2001)
- 1º agosto - Arnold Othmar Wieland, teologo italiano
- 2 agosto - Piero Antonio Bonnet, giurista italiano († 2018)
- 2 agosto - Ángel Cancel, ex cestista e allenatore di pallacanestro portoricano
- 2 agosto - Sandra Ellis Lafferty, attrice statunitense
- 2 agosto - Norio Kudo, giocatore di go giapponese
- 2 agosto - Angel Lagdameo, arcivescovo cattolico filippino († 2022)
- 2 agosto - Fiamma Maglione, compositrice e attrice italiana († 2003)
- 2 agosto - Steven Rosenberg, chirurgo e oncologo statunitense
- 2 agosto - Jesús Tartilán, allenatore di calcio e ex calciatore spagnolo
- 2 agosto - Will Tura, cantautore e chitarrista belga
- 3 agosto - Lance Alworth, ex giocatore di football americano statunitense
- 3 agosto - Carlo Carfagna, chitarrista, compositore e musicologo italiano
- 3 agosto - Luigi Cipriani, politico, attivista e sindacalista italiano († 1992)
- 3 agosto - Pierre Le Mellec, ciclista su strada francese
- 3 agosto - Roscoe Mitchell, sassofonista, flautista e compositore statunitense
- 3 agosto - Martin Sheen, attore e produttore cinematografico statunitense
- 4 agosto - Nicola Crocetti, grecista, traduttore e editore italiano
- 4 agosto - Michèle Desbordes, scrittrice francese († 2006)
- 4 agosto - Larry Knechtel, musicista e polistrumentista statunitense († 2009)
- 4 agosto - Alan Miller, sciatore alpino statunitense († 2021)
- 4 agosto - Timi Yuro, cantante statunitense († 2004)
- 4 agosto - Émile Zuccarelli, politico francese
- 5 agosto - Franco Cardini, medievista italiano
- 5 agosto - Roman Gabriel, giocatore di football americano statunitense († 2024)
- 5 agosto - Ally Shewan, calciatore scozzese († 2024)
- 6 agosto - Claudio Bettini, storico dell'arte italiano († 1997)
- 6 agosto - Luigi Ferrajoli, giurista e ex magistrato italiano
- 6 agosto - Friedrich Krinzinger, archeologo austriaco
- 6 agosto - Michael Sarne, attore inglese
- 6 agosto - Louise Sorel, attrice statunitense
- 6 agosto - Gianni Volpi, critico cinematografico italiano († 2013)
- 7 agosto - George Aghedo, percussionista e cantante nigeriano († 1996)
- 7 agosto - Jim Barrier, sciatore alpino statunitense († 2000)
- 7 agosto - Juan Biselach, ex calciatore peruviano
- 7 agosto - Paola Cagnoni, orientalista e iamatologa italiana († 2004)
- 7 agosto - Francesco Cardella, editore e imprenditore italiano († 2011)
- 7 agosto - Nicolò Catalano, dirigente sportivo italiano
- 7 agosto - Jean-Luc Dehaene, politico belga († 2014)
- 7 agosto - Erling Hokstad, allenatore di calcio e ex calciatore norvegese
- 7 agosto - Camilo Lorenzo Iglesias, vescovo cattolico spagnolo († 2020)
- 7 agosto - Alberto Maritati, magistrato e politico italiano
- 7 agosto - Uwe Nettelbeck, produttore discografico, giornalista e critico cinematografico tedesco († 2007)
- 7 agosto - Alberto Sironi, regista italiano († 2019)
- 8 agosto - Just Jaeckin, regista, fotografo e gallerista francese († 2022)
- 8 agosto - Robert Margouleff, produttore discografico e tecnico del suono statunitense
- 8 agosto - Donato Marra, funzionario italiano
- 8 agosto - Fred Miller, giocatore di football americano statunitense († 2023)
- 8 agosto - Dennis Tito, imprenditore e astronauta statunitense
- 8 agosto - Petăr Veličkov, calciatore bulgaro († 1993)
- 9 agosto - Marco Albini, architetto e designer italiano
- 9 agosto - Mercedes Alonso, attrice spagnola
- 9 agosto - Mietta Baracchi Bavagnoli, politica italiana
- 9 agosto - Erdal Poyrazoğlu, ex cestista turco
- 9 agosto - Mario Prosperi, drammaturgo, regista e attore italiano († 2014)
- 10 agosto - Peter Atkins, chimico, saggista e divulgatore scientifico britannico
- 10 agosto - Luigi Cimnaghi, ginnasta e dirigente sportivo italiano († 2024)
- 10 agosto - Bobby Hatfield, cantante statunitense († 2003)
- 10 agosto - Milorad Janković, calciatore jugoslavo († 2020)
- 10 agosto - Robert La Tourneaux, attore e modello statunitense († 1986)
- 10 agosto - Les Humphries, musicista e cantante britannico († 2007)
- 10 agosto - Herbert Müller, pilota automobilistico svizzero († 1981)
- 10 agosto - José Nora, cestista spagnolo († 1993)
- 10 agosto - Gelsomina Vanna Marr, ballerina, cantante e attrice italiana
- 10 agosto - Jurij Vladimirovič Solov'ëv, danzatore sovietico († 1977)
- 11 agosto - Gianfranco Chessa, politico italiano († 2019)
- 11 agosto - Enzo Flego, politico italiano († 2025)
- 11 agosto - Estêvão Mansidão, ex calciatore portoghese
- 11 agosto - Antoine Saint-John, attore francese († 1990)
- 12 agosto - Fernando Cruz, calciatore portoghese († 2025)
- 12 agosto - Maryvonne Garzino, cestista francese († 2014)
- 12 agosto - Giuliana Lojodice, attrice italiana
- 12 agosto - Alfredo Mordechai Rabello, giurista italiano
- 12 agosto - Serafino Zucchelli, politico e medico italiano
- 12 agosto - Alfred Zulkowski, calciatore tedesco orientale († 1989)
- 13 agosto - Jean-Claude Andruet, ex pilota di rally francese
- 13 agosto - Alexander Levitzki, biochimico israeliano
- 13 agosto - Bill Musselman, allenatore di pallacanestro statunitense († 2000)
- 13 agosto - Carlos Eduardo Novaes, scrittore, commediografo e autore televisivo brasiliano
- 13 agosto - Sandro Sardone, doppiatore italiano († 2009)
- 13 agosto - Jim Sullivan, cantante e chitarrista statunitense († 1975)
- 14 agosto - Tom Eyen, drammaturgo, librettista e paroliere statunitense († 1991)
- 14 agosto - Arthur Laffer, economista statunitense
- 14 agosto - Alexei Panshin, scrittore e critico letterario statunitense († 2022)
- 14 agosto - Filippo Strofaldi, vescovo cattolico italiano († 2013)
- 14 agosto - Lou Wagner, attore statunitense
- 14 agosto - Eddie Wilson, giocatore di football americano statunitense
- 15 agosto - Ermanno Arslan, storico, numismatico e archeologo italiano
- 15 agosto - Maria Grazia Buccella, attrice, cantante e showgirl italiana
- 15 agosto - Tefta Cami-Cani, politica albanese
- 15 agosto - Massimo De Carolis, politico italiano
- 15 agosto - Gudrun Ensslin, terrorista tedesca († 1977)
- 15 agosto - Rodolfo Jannaccone, politico e economista italiano
- 15 agosto - José Antonio Momeñe, ciclista su strada spagnolo († 2010)
- 15 agosto - Dietmar Schwager, allenatore di calcio e calciatore tedesco († 2018)
- 16 agosto - Elena Aga Rossi, storica italiana
- 16 agosto - Sigfrido Bellodis, bobbista italiano
- 16 agosto - Enrico Benedetti, hockeista su ghiaccio italiano († 1996)
- 16 agosto - Bruce Beresford, regista australiano
- 16 agosto - John Fallon, calciatore scozzese († 2025)
- 16 agosto - Kaj Hansen, calciatore danese († 2009)
- 16 agosto - Leif Mortensen, ex calciatore danese
- 17 agosto - Freddie Elizalde, ex nuotatore filippino
- 17 agosto - Mack Lee Hill, giocatore di football americano statunitense († 1965)
- 17 agosto - Giancarlo Mazzoli, latinista italiano
- 17 agosto - David Price, politico statunitense
- 17 agosto - Ady Schmit, ex calciatore lussemburghese
- 18 agosto - Rudy D'Amico, allenatore di pallacanestro statunitense
- 18 agosto - Emanuela Fallini, attrice e doppiatrice italiana
- 18 agosto - Kiço Fotiadhi, giornalista albanese († 2014)
- 18 agosto - Stanley Johnson, scrittore e politico britannico
- 18 agosto - Ilona Kaló, ex cestista ungherese
- 18 agosto - Dmitrij Kitaenko, direttore d'orchestra russo
- 18 agosto - Vittorio Mangano, mafioso italiano († 2000)
- 18 agosto - Ewald Walch, slittinista austriaco († 2023)
- 18 agosto - Jan Weeteling, ex nuotatore olandese
- 19 agosto - Nicky Hoffmann, calciatore lussemburghese († 2018)
- 19 agosto - Corrado Marucci, gesuita, biblista e teologo italiano († 2016)
- 19 agosto - Johnny Nash, cantante e attore statunitense († 2020)
- 19 agosto - Govind Nihalani, regista, sceneggiatore e direttore della fotografia indiano
- 19 agosto - Paolo Scheggi, artista italiano († 1971)
- 19 agosto - Jill St. John, attrice e ex modella statunitense
- 19 agosto - Fabrizio Trecca, scrittore e conduttore televisivo italiano († 2014)
- 20 agosto - Claudio Baiocchi, matematico italiano († 2020)
- 20 agosto - Gary Collins, ex giocatore di football americano statunitense
- 20 agosto - Fabio Bernardo D'Onorio, arcivescovo cattolico italiano
- 20 agosto - Luciano Gottardo, generale italiano
- 20 agosto - Rubén Hinojosa, politico statunitense
- 20 agosto - Rajendra Pachauri, economista e ingegnere indiano († 2020)
- 20 agosto - José Rives, ex calciatore spagnolo
- 20 agosto - Gisaburō Sugii, animatore e regista giapponese
- 21 agosto - Elio Costa, ex magistrato e politico italiano
- 21 agosto - Jim Scott, ex calciatore scozzese
- 21 agosto - Endre Szemerédi, matematico ungherese
- 22 agosto - Antonio Brancaccio, bobbista italiano († 2021)
- 22 agosto - Michele Chirico, calciatore italiano († 1983)
- 22 agosto - John Gambino, mafioso italiano († 2017)
- 22 agosto - Carlo Magri, dirigente sportivo italiano
- 22 agosto - Howie Montgomery, ex cestista statunitense
- 22 agosto - Judy Nugent, attrice statunitense († 2023)
- 23 agosto - Luciano Arcuri, psicologo italiano († 2024)
- 23 agosto - Tom Baker, attore statunitense († 1982)
- 23 agosto - Tony Bill, attore, regista e produttore cinematografico statunitense
- 23 agosto - Lolos Hasekidis, ex calciatore greco
- 23 agosto - Gianni Pettena, architetto, artista e storico dell'architettura italiano
- 23 agosto - Thomas Arthur Steitz, biochimico statunitense († 2018)
- 24 agosto - Paul Bateson, assassino statunitense († 2012)
- 24 agosto - Toshio Shōji, nuotatore giapponese († 2023)
- 24 agosto - Gaudenzio Tonoli, ex ciclista su strada italiano
- 25 agosto - Maurizio Cavazzoni, allenatore di calcio e ex calciatore italiano
- 25 agosto - José van Dam, basso-baritono belga
- 25 agosto - Maria Giovanna Elmi, annunciatrice televisiva, conduttrice televisiva e cantante italiana
- 25 agosto - Wilhelm von Homburg, attore, pugile e wrestler tedesco († 2004)
- 25 agosto - Takashi Masuda, ex cestista giapponese
- 26 agosto - Marcello Inghilesi, giornalista, scrittore e dirigente d'azienda italiano
- 26 agosto - Don LaFontaine, doppiatore statunitense († 2008)
- 26 agosto - Michel Micombero, politico e militare burundese († 1983)
- 26 agosto - Hugo Alejandro Pineda Constantino, ex calciatore messicano
- 26 agosto - Filippo Tasso, calciatore e allenatore di calcio italiano († 2021)
- 26 agosto - Nancy Thomson de Grummond, archeologa e etruscologa statunitense
- 27 agosto - Enrico Feroci, cardinale e arcivescovo cattolico italiano
- 27 agosto - Gennadij Krasnickij, calciatore sovietico († 1988)
- 27 agosto - Manfred Pohlschmidt, ex calciatore tedesco
- 27 agosto - Doug Robinson, ex hockeista su ghiaccio canadese
- 27 agosto - Adriano Sansa, politico, magistrato e scrittore italiano
- 27 agosto - Sonny Sharrock, chitarrista statunitense († 1994)
- 27 agosto - Rudolf Trost, ex schermidore austriaco
- 27 agosto - Itamar Navildo Vian, arcivescovo cattolico brasiliano
- 28 agosto - Uma Aaltonen, scrittrice, giornalista e politica finlandese († 2009)
- 28 agosto - William Cohen, politico statunitense
- 28 agosto - Enrico Fasana, indologo italiano († 2008)
- 28 agosto - Dirk Galuba, attore e doppiatore tedesco
- 28 agosto - Ken Jenkins, attore statunitense
- 28 agosto - Gloria Leonard, attrice pornografica e regista statunitense († 2014)
- 28 agosto - Philippe Léotard, attore, cantante e poeta francese († 2001)
- 28 agosto - Nikola Manev, pittore bulgaro († 2018)
- 28 agosto - Agostino Marchetto, cardinale e arcivescovo cattolico italiano
- 28 agosto - Luigi Occhionero, politico italiano
- 28 agosto - Roger Pingeon, ciclista su strada francese († 2017)
- 28 agosto - Lolo Sainz, ex cestista, allenatore di pallacanestro e dirigente sportivo spagnolo
- 28 agosto - Joseph Shabalala, cantante e musicista sudafricano († 2020)
- 28 agosto - Hugo Stiglitz, attore, sceneggiatore e regista messicano
- 28 agosto - Bonnie Turner, sceneggiatrice statunitense
- 28 agosto - Nik Turner, cantante e sassofonista britannico († 2022)
- 28 agosto - Uriel Galdino da Veiga Fontoura, ex calciatore brasiliano
- 29 agosto - Eugenio Lecaldano, filosofo italiano
- 29 agosto - Bennie Maupin, clarinettista, flautista e sassofonista statunitense
- 29 agosto - Wim Ruska, judoka e wrestler olandese († 2015)
- 29 agosto - Rinat Safin, biatleta sovietico († 2014)
- 30 agosto - Ricardo Bauleo, attore argentino († 2014)
- 30 agosto - Bruce Buck, avvocato e dirigente sportivo statunitense
- 31 agosto - Robbie Basho, cantautore e chitarrista statunitense († 1986)
- 31 agosto - Alain Calmat, ex pattinatore artistico su ghiaccio, medico e politico francese
- 31 agosto - Mihai Dimancea, cestista e allenatore di pallacanestro rumeno († 2023)
- 31 agosto - Luigi Ferrari, ex calciatore italiano
- 31 agosto - Harry Keramidas, montatore statunitense
- 31 agosto - Richard Liversedge, slittinista britannico († 2022)
- 31 agosto - Jack Thompson, attore australiano
- 31 agosto - Gennadij Vasil'ev, regista sovietico († 1999)